# Dead Heart in a Dead World
Dead Heart in a Dead World è il quarto album in studio del gruppo musicale thrash metal statunitense Nevermore, pubblicato dalla Century Media nel 2000.

## Il disco
Questo album contiene una cover di The Sound of Silence, famosa canzone del duo Simon and Garfunkel.
Sono inoltre presenti le tracce Next in Line, dall'album The Politics of Ecstasy, e What Tomorrow Knows, dall'album Nevermore, entrambe con relativo videoclip.

## Tracce
1. Narcosynthesis - 5:31
2. We Disintegrate - 5:11
3. Inside Four Walls - 4:39
4. Evolution 169 - 5:51
5. The River Dragon Has Come - 5:05
6. The Heart Collector - 5:55
7. Engines of Hate - 4:42
8. The Sound of Silence - 5:13
9. Insignificant - 4:56
10. Believe in Nothing - 4:21
11. Dead Heart in a Dead World - 5:08
12. Next in Line - 5:12 (bonus video track)
13. What Tomorrow Knows - 3:58 (bonus video track)

## Formazione
- Warrel Dane - voce
- Jeff Loomis - chitarra
- Jim Sheppard - basso
- Van Williams - batteria